# Persea donnell-smithii
Persea donnell-smithii är en lagerväxtart som beskrevs av Carl Christian Mez. Persea donnell-smithii ingår i släktet avokador, och familjen lagerväxter. Inga underarter finns listade i Catalogue of Life.